# Cookston Bridge
Die Cookston Bridge ist eine Straßenbrücke nahe der schottischen Ortschaft Eassie in der Council Area Angus. 1971 wurde die Brücke in die schottischen Denkmallisten in der Denkmalkategorie B aufgenommen.

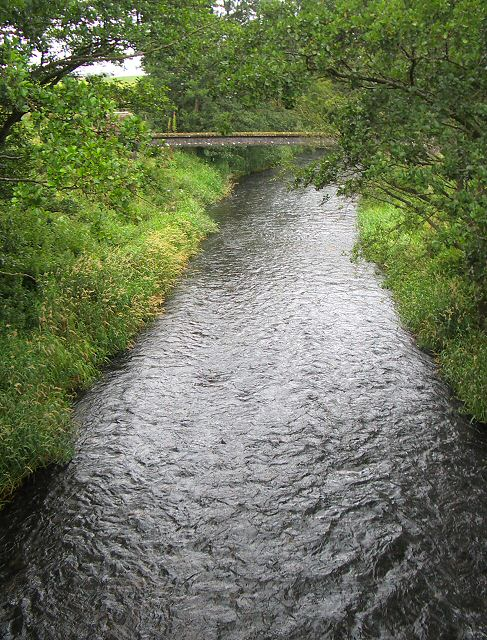
Blick flussabwärts nach Westen

## Beschreibung
Die Cookston Bridge steht rund 1,4 Kilometer nordwestlich des Weilers Eassie. Der im Jahre 1793 errichtete Mauerwerksviadukt überspannt das Dean Water mit einem ausgemauerten Segmentbogen. Er überspannt dabei die Grenze zwischen den Community Council Areas Airlie und Eassie and Nevay. Rund 800 Meter westlich markiert das Dean Water bis kurz vor dessen Mündung die Grenze zwischen Angus und Perth and Kinross.
Die Cookston Bridge führt eine untergeordnete Straße über das Dean Water, welche die A94 (Perth–Forfar) mit der A926 (Forfar–Blairgowrie and Rattray) verbindet. Ihr Mauerwerk besteht aus Feldstein, wobei die Brüstungen aus Steinquadern aufgemauert wurden. Sie fächern zu beiden Seiten gerundet auf.